# Read All About It
Read All About It è un brano musicale del rapper britannico Professor Green, realizzato in collaborazione con la cantante Emeli Sandé ed estratto come primo singolo dal secondo album di Professor Green, At Your Inconvenience.
Il brano ha debuttato direttamente al primo posto della Official Singles Chart, vendendo 153 000 copie in sette giorni, ed è riuscito a conservare la vetta anche nella settimana successiva.
In Italia la canzone è stata pubblicata in una diversa versione, che vede la partecipazione della cantautrice salentina Dolcenera che canta in italiano il ritornello del brano.

## Descrizione
La canzone ha un testo fortemente autobiografico ed ha come tema fondamentale il difficile rapporto tra Professor Green e la sua famiglia, a seguito della morte del padre avvenuta per suicidio quando il rapper non aveva ancora venticinque anni.

## Tracce
EP digitale
1. Read All About It – 3:55 – feat. Emeli Sandé
2. Read All About It – 3:54 – Instrumental Version
3. Read All About It – 6:21 – Cahill Remix
4. Read All About It – 5:11 – Nu:Tone Remix, feat. Emeli Sandé

## Classifiche
| Classifica (2011-2012) | Posizione massima |
| ---------------------- | ----------------- |
| Australia              | 34                |
| Belgio (Fiandre)       | 21                |
| Irlanda                | 2                 |
| Svizzera               | 58                |
| Regno Unito            | 1                 |

## Versione di Emeli Sandè
Read all about it (Part III) è un'altra versione del brano omonimo di Professor Green però interpretata interamente da Emeli Sandé. L'arrangiamento della canzone è caratterizzato solamente dal pianoforte ed ha una durata di 4 min e 45 sec. 
Le parti rap sono state sostituite da tre strofe scritte dalla cantante stessa insieme a Stephen Manderson, Iain James, Tom Barnes, Ben Kohn e Pete Kelleher. È stato eseguito dal vivo per la prima volta alla Cerimonia di chiusura dei Giochi della XXX Olimpiade del 2012. Ottiene buoni riscontri di vendite in molti paesi d'Europa ed in Australia.

### Classifiche
| Classifiche (2011/2012) | Posizione massima |
| ----------------------- | ----------------- |
| Australia               | 40                |
| Austria                 | 4                 |
| Belgio (Fiandre)        | 26                |
| Belgio (Vallonia)       | 8                 |
| Danimarca               | 20                |
| Francia                 | 7                 |
| Germania                | 5                 |
| Irlanda                 | 5                 |
| Italia                  | 64                |
| Lussemburgo             | 5                 |
| Nuova Zelanda           | 36                |
| Paesi Bassi             | 4                 |
| Regno Unito             | 3                 |
| Spagna                  | 24                |
| Svezia                  | 20                |
| Svizzera                | 3                 |
| Ungheria                | 17                |

## Read All About It (Tutto quello che devi sapere)
Il brano è stato pubblicato in Italia in una diversa versione, che vede la partecipazione di Dolcenera anziché di Emeli Sandé. Il singolo, nel quale la parte cantata da Dolcenera è stata tradotta in italiano, è stato pubblicato in radio il 2 dicembre 2011 ed in formato digitale il 9 dicembre dello stesso anno.
La canzone ha raggiunto la posizione numero 18 della classifica italiana.
Parlando della collaborazione, Dolcenera ha dichiarato:

### Tracce
Download digitale
1. Read All About It (Tutto quello che devi sapere) – 3:55 – feat. Dolcenera

### Video musicale
Il video musicale è stato pubblicato in anteprima il 13 dicembre 2011 sul sito web di Radio 105.
Le immagini del video in cui compare Professor Green sono le stesse della versione in lingua inglese, ma al posto delle scene in cui era presente Emeli Sandé sono state riprese delle nuove sequenze che hanno per protagonista Dolcenera.